# Norman Z. McLeod
Norman Zenos McLeod, född 20 september 1898 i Grayling i Michigan, död 27 januari 1964 i Hollywood i Kalifornien, var en amerikansk filmregissör, serietecknare och författare.

## Filmografi i urval
- 1931 – Fyra fräcka fripassagerare
- 1932 – Fyra farliga friare
- 1933 – Alice i Underlandet
- 1934 – Vårens melodi
- 1934 – Löjliga familjen
- 1936 – Pengar från skyn
- 1937 – Det spökar i sta'n
- 1938 – Gentleman på luffen
- 1938 – En flicka överbord
- 1938 – Det spökar på Rivieran
- 1941 – Lätt på foten
- 1942 – Tjuserskan från Panama
- 1943 – När skönheten kom till stan
- 1943 – Swing Shift Maisie
- 1946 – Grabben från Brooklyn
- 1947 – Här kommer en annan
- 1947 – Två glada sjömän i Rio
- 1948 – Sång, musik och vackra flickor
- 1948 – Blekansiktet
- 1950 – I dansens virvlar
- 1951 – Min favoritspion
- 1953 – Pippi på luckan
- 1954 – Kanske en Casanova
- 1957 – Ding i bollen
- 1959 – Alias Jesse James